# Yunganastes fraudator
Yunganastes fraudator is een kikker uit de familie Strabomantidae. De wetenschappelijke naam van de soort werd beschreven in 1987 door Lynch & McDiarmid. De soort komt voor in Bolivia op een hoogte van 2000 tot 3000 meter boven het zeeniveau.